# Demografia della provincia di Lecco
La provincia di Lecco al 31 dicembre 2017 aveva una popolazione complessiva di 339.384 abitanti, con un decremento di 1.938 unità rispetto al 1º gennaio dello stesso anno.
Popolazione complessiva della provincia di Lecco (al 31/12 di ciascun anno):
| Anno | Totale abitanti | Differenza |
| ---- | --------------- | ---------- |
| 2000 | 309.709         | ----       |
| 2001 | 311.452         | + 1.743    |
| 2002 | 315.183         | + 3.731    |
| 2003 | 318.824         | + 3.641    |
| 2004 | 322.150         | + 3.326    |
| 2005 | 325.039         | + 2.889    |
| 2006 | 327.510         | + 2.471    |
| 2007 | 331.607         | + 4.097    |
| 2008 | 335.420         | + 3.813    |
| 2009 | 337.912         | + 2.492    |
| 2010 | 340.167         | + 2.255    |
| 2011 | 341.322         | + 1.155    |
| 2017 | 339.384         | - 1.938    |

I tassi relativi all'anno 2017 sono i seguenti:
| Tassi     | ‰ sul totale |
| --------- | ------------ |
| Natalità  | 7,7‰         |
| Mortalità | 9,8‰         |

Comuni della provincia con più di 10.000 abitanti (all'1/01/2018):
| Comune             | Totale abitanti |
| ------------------ | --------------- |
| Lecco              | 48.177          |
| Merate             | 14.891          |
| Calolziocorte      | 13.877          |
| Casatenovo         | 13.042          |
| Valmadrera         | 11.601          |
| Mandello del Lario | 10.313          |

Comuni della provincia con una popolazione compresa fra 8.000 e 10.000 abitanti (all'1/01/2018):
| Comune    | Totale abitanti |
| --------- | --------------- |
| Oggiono   | 9.075           |
| Missaglia | 8.700           |
| Galbiate  | 8.545           |